# CBF-FM-10
 (août 2021).
CBF-FM-10 est une station de radio canadienne francophone située à Sherbrooke, dans la province de Québec. Elle est détenue et exploitée par la Société Radio-Canada et affiliée à son réseau généraliste ICI Radio-Canada Première.

## Histoire
En septembre 1978, le CRTC approuve la demande de Radio-Canada d'ajouter cinq ré-émetteurs sur la bande FM dont un à Sherbrooke à la fréquence 101,1 MHz d'une puissance de 100 000 watts. Le 31 août 1979, la station affiliée privée CHLT est autorisée à se désafilier du réseau Radio-Canada. CBF-FM-10 est mis en service en août 1979 en tant que réémetteur de CBF-FM Montréal.
En 2000, une licence distincte est accordée à la Société Radio-Canada afin que de la programmation régionale soit produite à Sherbrooke.
Un réémetteur est ajouté à Magog en 2003

## Programmation régionale
Jusqu'en 2013, seulement une émission du retour était produite par la station. Une émission matinale fut introduite progressivement à compter de l'automne 2013 à raison d'une heure supplémentaire par année jusqu'à ce que soit atteinte la durée habituelle des émissions du matin sur les stations régionales d'ICI Radio-Canada Première à l'automne 2015. L'émission matinale débute à 5 h 30 depuis l'automne 2019.

## Émetteurs
| Villes                      | Identifiant | Fréquence | Puissance    | Classe | Coordonnées géographiques,   | Décision CRTC     |
| --------------------------- | ----------- | --------- | ------------ | ------ | ---------------------------- | ----------------- |
| Sherbrooke (Station source) | CBF-FM-10   | 101.1 FM  | 31 400 watts | B      | 45° 23′ 51″ N, 71° 50′ 16″ O | 2014-647          |
| Magog                       | CBF-FM-2    | 93.1 FM   | 1 610 watts  | B      | 45° 18′ 43″ N, 72° 14′ 30″ O | 2003-200 2005-336 |
| Lac-Mégantic                | CBF-FM-6    | 91.3 FM   | 591 watts    | A      | 45° 31′ 49″ N, 70° 47′ 18″ O | 86-12             |
| Val-des-Sources/Danville    | CBF-FM-11   | 96.1 FM   | 1 000 watts  | A      | 45° 50′ 25″ N, 71° 56′ 33″ O |                   |
| Victoriaville               | CBF-FM-12   | 92.7 FM   | 130 watts    | A1     | 46° 02′ 12″ N, 71° 54′ 08″ O |                   |

Une autre station radiophonique utilise le sigle CBF-FM, accompagné d'un suffixe, bien qu'elle ne soit pas un réémetteur de CBF-FM. CBF-FM-8 à Trois-Rivières qui comme CBF-FM-10 était à la base un réémetteur de CBF, qui dispose de ses propres réémetteurs.